# جان بارتولومیو

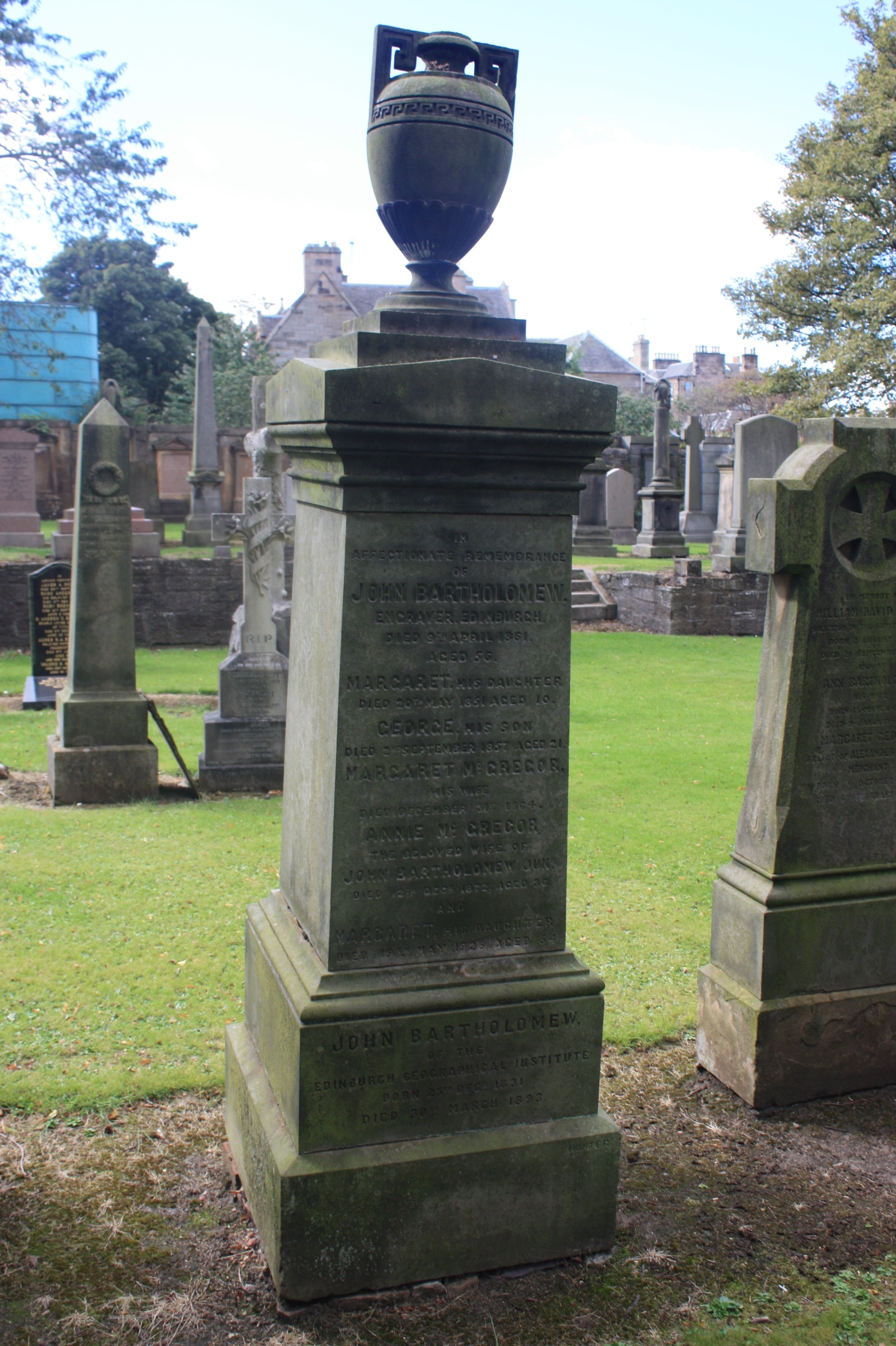
قبر بارتولومیو، گورستان گرانج، ادینبرا

جان بارتولومیو جونیور (۲۵ دسامبر ۱۸۳۱–۲۹ مارس ۱۸۹۳) یک نقشه‌بردار اسکاتلندی بود.

## زندگی
بارتولومیو در ادینبرا به دنیا آمد. پدرش جان بارتولومیو ارشد یک مؤسسه نقشه‌شناسی را در ادینبرا، اسکاتلند تأسیس کرد و در این زمینه تحصیل کرده بود. او بعداً دستیار جغرافی‌دان آلمانی آگوست پترمان شد، تا اینکه در سال ۱۸۵۶ مدیریت شرکت پدرش را به دست گرفت. بارتولومئو با تأسیس این مجموعه، که اکنون به عنوان مؤسسه جغرافیایی ادینبرا شناخته می‌شود، در تولید کارهای نقشه‌برداری شهرت بی‌نظیری در بریتانیای کبیر پیدا کرد.
بارتولومئو نقشه‌نویس داخلی جورج فیلیپ بود. وی بیشتر به دلیل ایجاد نمایه رنگ (یا هایپسومتریک)، سیستم نمایش ارتفاعات در مقیاس رنگی درجه‌بندی شده، با مناطق دارای ارتفاع زیاد در سایه‌های قهوه‌ای و مناطق کم ارتفاع در سایه‌های سبز شناخته شده‌است. وی ابتدا سیستم کانتورینگ رنگ خود را در نمایشگاه جهانی پاریس در سال ۱۸۷۸ به نمایش گذاشت. روش او اگرچه در ابتدا با تردید روبرو شد، اما در نهایت به یک روش استاندارد نقشه‌برداری تبدیل شد.
پس از بازنشستگی او در سال ۱۸۸۸، پسرش، جان جورج، جانشین او در این مجموعه شد، کسی که سری ½ اینچ را گسترش داد و اصول آن را در بسیاری از کارهای دیگر به کار برد. بارتولومیو شش سال آخر زندگی خود را در ۳۲ رویال تراس در ادینبرا زندگی می‌کرد.
بارتولومیو در ۲۹ مارس ۱۸۹۳ در لندن درگذشت. او به همراه مادر و پدرش در قبرستان گرانج در ادینبرا، در بخش شمال غربی به خاک سپرده شد. همسرش آنی مک‌گرگور (۱۸۳۶–۱۸۷۲)، که او بسیار زنده مانده بود، نیز در آنجا دفن شده‌است.